# ینگیان
ینگیان (به لاتین: Yengiyan) 
(به آواری: Инхигьани) یک منطقهٔ مسکونی در جمهوری آذربایجان است که در شهرستان زاقاتالا واقع شده‌است. ینگیان ۱٬۲۴۷ نفر جمعیت دارد.